# Jung Young Moon
Jung Young Moon (geboren 1965 in Hamyang, Gyeongsangnam-do, Südkorea) ist ein koreanischer Schriftsteller und Übersetzer.

## Leben und Ausbildung
Jung Young Moon studierte in Seoul Psychologie. Sein literarisches Debüt hatte er 1996. Neben seiner literarischen Beschäftigung ist er auch als literarischer Übersetzer aus dem Englischen ins Koreanische tätig. Im Jahre 2012 wurde Jung, der lange als exzentrischer und sprachlich schwieriger literarischer Außenseiter galt, mit drei koreanischen Literaturpreisen ausgezeichnet. Jung Young Moon unterrichtet zudem kreatives Schreiben an der Seongsin-Universität.

## Auszeichnungen
- 1999  Dongseo Literaturpreis
- 2012  Han Moo-sook Literaturpreis
- 2012  Dong-in Literaturpreis
- 2012  Daesan Literaturpreis

## Werke auf Deutsch
- Mondestrunken (2011)
- Vaseline-Buddha. Aus dem Koreanischen von Jan Henrik Dirks. Literaturverlag Droschl, Graz, ISBN 978-3-85420-961-4 (2015)